# دائرة غفساي
دائرة غفساي هي إحدى دوائر إقليم تاونات، التابع لجهة فاس مكناس، المملكة المغربية. تضم الدائرة 12 جماعات قروية، وبلغ عدد سكانها 154318 فرداً سنة 2004 حسب الإحصاء الرسمي للسكان والسكنى. يتبع للدائرة 31 مشيخة و351 دوار.

## التقسيمات الإداريّة
تعتبر دائرة غفساي إحدى الدوائر المشكّلة لإقليم تاونات، وهو التقسيم الإداري من المستوى الرابع المعتمد في المغرب. ينقسم إقليم تاونات إلى 44 جماعات قروية تختلف من حيث السكان والمساحة، والتي بدورها تنقسم إلى مشيخات تضم عدداً من الدواوير.